# Juarina
Juarina est une municipalité brésilienne située dans l'État du Tocantins.